# Władimir Bondariewski
Władimir Michajłowicz Bondariewski (Bondarowski), ros. Владимир Михайлович Бондаревский (Бондаровский) (ur. ?, zm. w II poł. 1944 w Weigelsdorf) – rosyjski wojskowy (porucznik), działacz emigracyjny, szef Oddziału 2 Sonderstab „R”, a następnie wykładowca w szkole wywiadowczej w Weigelsdorf podczas II wojny światowej.
Wiadomo, że służył w carskiej armii rosyjskiej, dochodząc do stopnia porucznika. W okresie międzywojennym żył w Polsce. W latach 30. pełnił funkcję sekretarza polskiego oddziału Rosyjskiej Partii Faszystowskiej. Po zajęciu Polski przez wojska niemieckie jesienią 1939 r., podjął współpracę z Abwehrą. W 1941 r. utrzymywał kontakty z konspiracyjną organizacją Muszkieterzy. W grudniu tego roku wraz z przedstawicielem Abwehry towarzyszył emisariuszom Muszkieterów, wysłanym do gen. Władysława Andersa, dowodzącego w ZSRR nowo formowaną Armią Polską. Od 1942 r. stał na czele Oddziału 2 Sonderstab „R” w okupowanej Warszawie. W 1943 r. nawiązał z nim kontakt agent radziecki Bogusław Hrynkiewicz. Władimir M. Bondariewski przydzielił kilku współpracowników do napadu na archiwum Armii Krajowej przy ulicy Poznańskiej w Warszawie. Po rozwiązaniu przez Niemców Sonderstab „R” pod koniec 1943 r., przeniósł się do III Rzeszy, gdzie od lata 1944 r. pełnił funkcję wykładowcy w szkole wywiadowczej w Weigelsdorf. W nieznanych okolicznościach został tam zastrzelony.